# En enda vind
En enda vind är en psalm vars text är skriven av Ylva Eggehorn. Musiken är skriven av Hans Kennemark.
Musikarrangemanget i Psalmer i 2000-talets koralbok är gjort av Gunilla Tornving. Den finns i två versioner.
Psalmen gavs ut 2006 för fyrstämmig kör (SATB) i häftet Psalmer i 2000-talet Allhelgonatid, advent och jul. I häftet finns även en flöjtstämma till vers 3 och en kontrabasstämma.

## Publicerad som
- Nr 857 i Psalmer i 2000-talet under rubriken "Jesus Kristus - människors räddning".